# Sacro Monte di Ghiffa
Il Sacro Monte di Ghiffa (o Sacro Monte della Santa Trinità) è inserito nel gruppo dei Sacri Monti alpini inseriti nel 2003 nell'elenco dei "Patrimoni dell'umanità", situato nel comune di Ghiffa. Tra la fine del XVI e la metà del XVII secolo, fu concepito un piano edilizio per l'ampliamento dell'antico oratorio dedicato alla Santissima Trinità e la costruzione, attorno ad esso, di un Sacro Monte sulla collina fitta di boschi con incantevole vista sul Lago Maggiore. Altri interventi costruttivi ebbero luogo tra la metà del XVII ed il secolo successivo. Nel suo stato attuale il sacro monte comprende, oltre al santuario, tre cappelle dedicate a differenti soggetti biblici e l'elegante porticato della Via Crucis.

## Storia

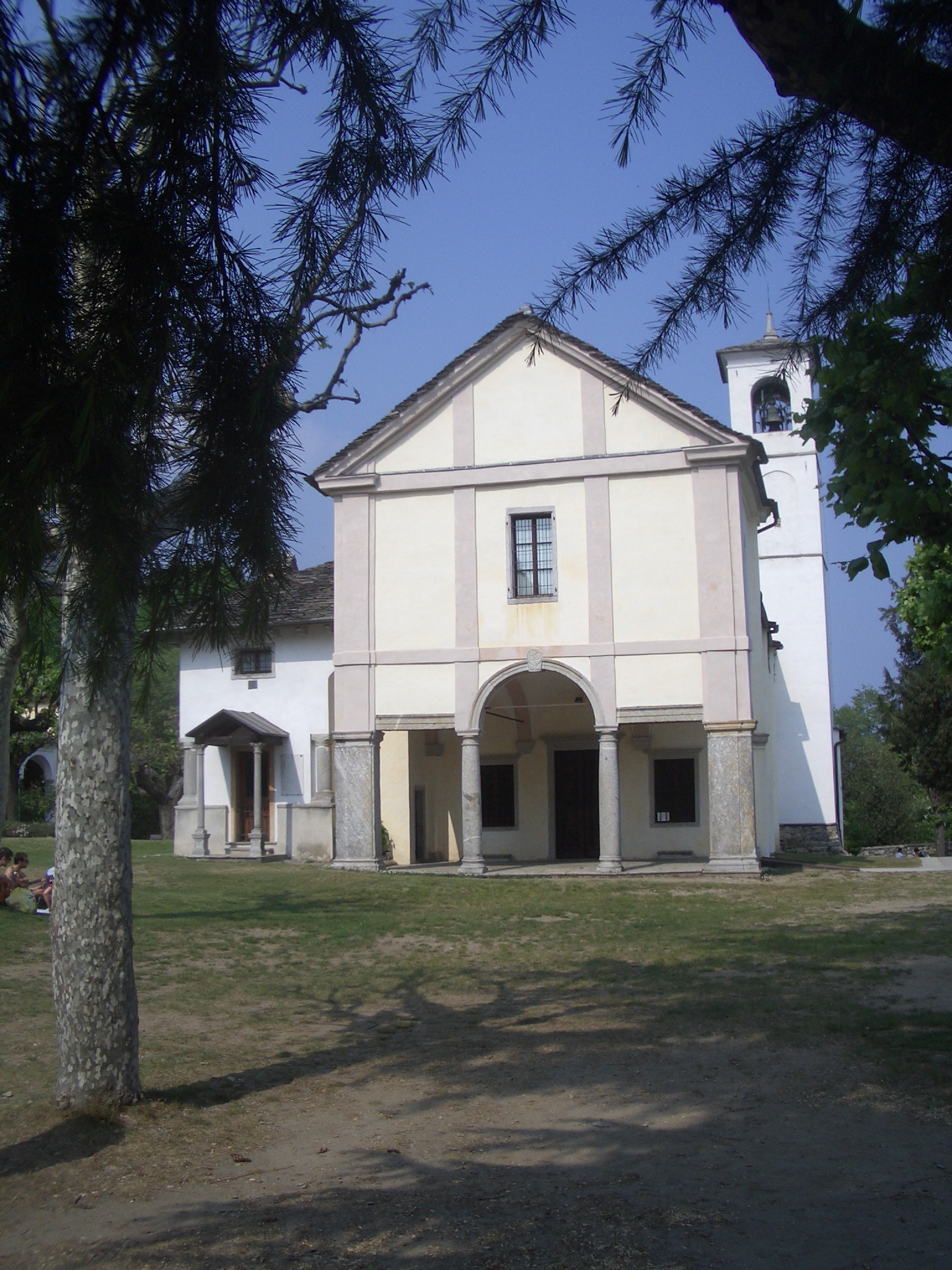
Veduta del Santuario dedicato alla Santissima Trinità

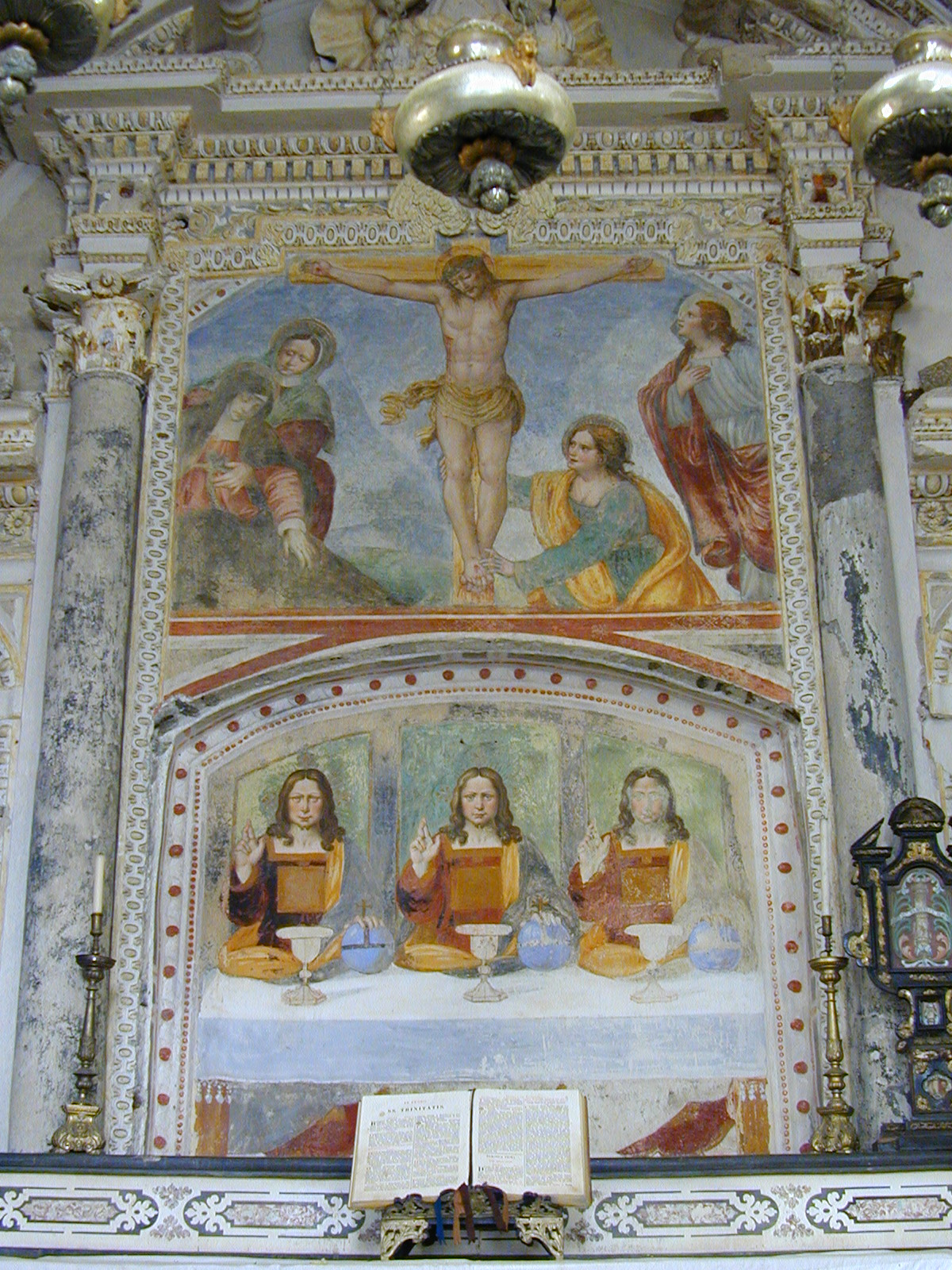
Autore ignoto del XVI secolo, Crocifissione e Trinità
Un recente restauro ha messo in luce, in corrispondenza del libro della messa, una quarta immagine del volto di Cristo sul velo della Veronica.

Il Sacro Monte di Ghiffa è posto lungo le pendici boscose del monte Cargiago, sopra l'abitato di Ronco, a 360 metri s.l.m., con una stupenda vista sul Lago Maggiore. In tale sito già era presente, prima della sua costruzione, un edificio di culto caro alla fede religiosa delle popolazioni locali. Poche sono, a quest'ultimo riguardo, le notizie storiche certe. Va con ogni probabilità respinta la credenza che una modesta cappella fosse già stata edificata, dove oggi sorge il Santuario, nel IV secolo, ai tempi dell'evangelizzazione del novarese ad opera di San Giulio e di San Giuliano.

Certa è invece la presenza - come nucleo architettonico antico poi inglobato nel santuario - di un oratorio romanico risalente al XII o al XIII secolo; esso venne ampliato nel tempo per far fronte al crescente afflusso di fedeli.
Il primo documento storico che menziona l'esistenza della chiesa è del 1591; fu redatto in occasione della visita pastorale dell'allora vescovo di Novara, monsignor Cesare Speciano. La descrizione fatta della chiesa, dedicata alla Santissima Trinità, fa comprendere come essa corrispondesse allo spazio occupato dalla prima campata dell'attuale santuario. 
Vi era sopra l'altare un affresco, tuttora presente, con l'immagine ripetuta tre volte del Cristo assiso un desco: si tratta di un simbolo trinitario che evoca le "tre persone uguali e distinte". Si tratta di un'immagine molto venerata, alla quale erano riconosciuti poteri taumaturgici. L'edificio religioso doveva già essere posto sotto la tutela dell'antico ordine dei Trinitari impegnato nella diffusione del culto della Santissima Trintà.
La costruzione di un nuovo santuario avvenne tra il 1605 ed il 1617, anni in cui venne costruito, con il contributo della popolazione locale, il corpo principale dell'edificio. Il progetto era stato patrocinato da vescovo di Novara, Carlo Bascapè noto per la importanza che egli attribuiva allo sviluppo del sistema dei Sacri Monti prealpini. Negli anni tra il 1646 ed il 1659 il progetto del santuario fu completato con la costruzione del campanile e con ulteriori lavori di sistemazione.  Nello stesso periodo iniziò la costruzione delle cappelle che dovevano comporre il Sacro Monte. Non si conosce con certezza il momento in cui si concepì il progetto di un Sacro Monte, né si conosce la struttura che esso avrebbe dovuto assumere: è da ritenere comunque che tale struttura dovesse essere più ambiziosa di quella che le risorse finanziarie disponibili consentirono di realizzare. Tre sono le cappelle erette, tutte poste in prossimità del Santuario: quella della Incoronazione della Vergine, eretta nel 1647, quella dedicata  San Giovanni Battista, costruita nel 1659, e quella detta Cappella di Abramo, posta un poco più in basso e realizzata tra il 1703 ed il 1722.
Senza che venisse meno la devozione verso la Trinità, si deve ipotizzare che la centralità del tema della  Passione di Cristo nei percorsi devozionali abbia suggerito, nel 1752, la costruzione sul piazzale del santuario di un elegante porticato a 14 arcate, destinato ad ospitare le stazioni di una Via Crucis. Esso fu, pochi anni dopo, chiuso sul lato nord con la costruzione di una cappella affrescata, con funzione di oratorio dedicato alla Madonna Addolorata.

Le raffigurazioni plastiche delle stazioni della Via Crucis poste sotto il porticato sono state realizzate attorno al 1930; esse hanno sostituito precedenti affreschi ottocenteschi ormai rovinati. Le strutture architettoniche non subirono in seguito rilevanti cambiamenti.
Nel corso del XVIII secolo, su di un fianco della chiesa fu ricavata la "Casa del Romito", modesta abitazione per il padre dei Trinitari che custodiva il sito (edificio riportato poi a funzioni religiose nel 1929 con la sua trasformazione in cappella con la statua del Cristo nell'orto di Getsemani).
Il complesso devozionale decadde poi progressivamente nel corso del XIX secolo sino a quando, nel 1985, l'amministrazione comunale di Ghiffa concepì un progetto di restauro e di valorizzazione del sito. In seguito ad un accordo con la Regione Piemonte si arrivò alla istituzione della Riserva Naturale Speciale del Sacro Monte della Ss. Trinità. Nel 1988 fu varato, a carico della Regione, un piano di restauro degli edifici e dei loro arredi sacri, progetto che ha consentito, tra l'altro, la inclusione del Sacro Monte di Ghiffa nel gruppo dei Sacri Monti prealpini di Piemonte e Lombardia decretati patrimonio dell'umanità, dall'UNESCO nel 2003.

## Descrizione

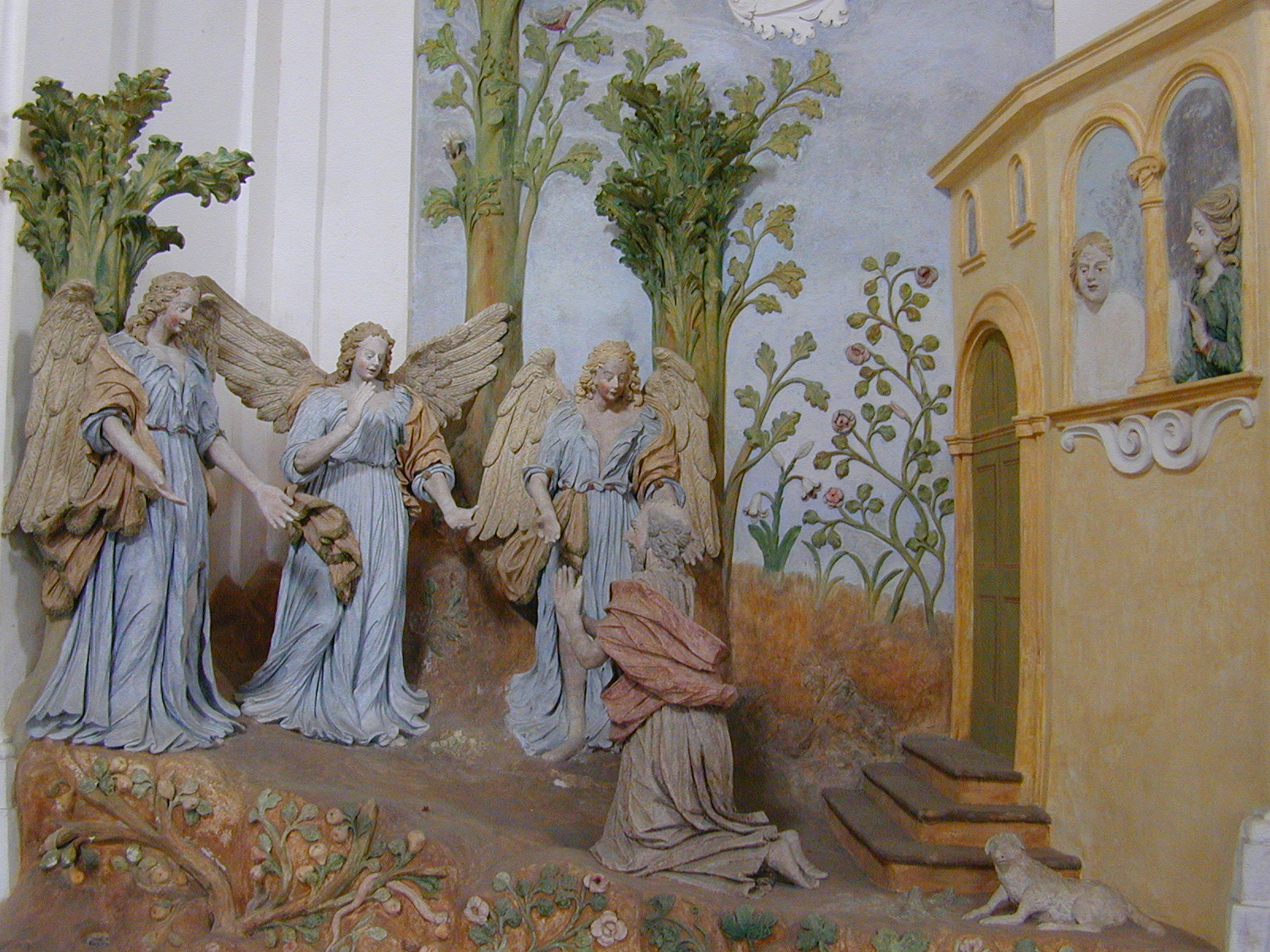
Autore ignoto del XVIII secolo, Visita di tre angeli ad Abramo

### Architettura
Il Sacro Monte di Ghiffa presenta una sua fisionomia unitaria, data dalla felice sintesi realizzata, attorno al santuario, tra natura ed architettura.  A bilanciare la rustica severità del santuario concorrono il porticato della Via Crucis e soprattutto le due eleganti cappelle barocche a pianta ottagonale poste sul piazzale. Si tratta, come si è detto, della cappella dell'Incoronazione della Vergine con un bel pronao posto di fronte all'ingresso che si erge sopra alcune rocce affioranti, e della cappella di San Giovanni Battista con il portico anulare che la circonda.

La terza cappella – detta di Abramo- posta più in basso a un centinaio di metri di distanza dal santuario - è a pianta cruciforme ed è stata realizzata con interessanti soluzioni architettoniche. Insinuandosi tra gli alberi, essa offre un'idea di come avrebbe potuto essere il percorso devozionale che si doveva inerpicare lungo l'erta boscosa.

### Le statue
Poco o nulla si sa sulle statue in terracotta poste all'interno delle cappelle. Con il loro linguaggio ingenuo, che si esprime senza soverchie pretese artistiche, esse ci invitano ad ipotizzare il lavoro di maestranze locali. Il numero esiguo di decorazioni plastiche fa apparire quasi eccessivamente ampi i volumi delle cappelle.

Due sole statue – quella di Gesù e quella del Battista presso il fiume Giordano – popolano la Cappella di San Giovanni.

Semplice ed ingenua è la raffigurazione dell'Incoronazione della Vergine, con figure di Angeli che, quasi fossero telamoni, reggono le figure di Cristo e del Padre Eterno mentre pongono la corona sul capo della Vergine. Suggestiva è la presenza tutt'attorno, nelle otto nicchie ricavate sulle pareti, delle statue che fungono da muti testimoni della Incoronazione: si tratta di un inconsueto accostamento di figure della Bibbia e della storia della Chiesa, Isaia, la profetessa Anna, San Gregorio, San Gerolamo, Sant'Agostino, San Tommaso d'Aquino, Daniele e Davide.

Suggestiva è soprattutto la scena che popola la terza cappella, dedicata all'incontro di Abramo con tre presenze angeliche narrato nella Genesi ed interpretato da Sant'Agostino come allusione al mistero della Trinità (Tres vidit, unum adoravit). Essa richiama direttamente il tema iconografico che costituisce, per certi versi, il leitmotiv del Sacro Monte di Ghiffa, quello della rappresentazione della Trinità.
A questo riguardo si è già fatto cenno all'affresco cinquecentesco che si è conservato nel santuario, con il volto del Cristo ripetuto tre volte e posto significativamente sotto la scena della Crocifissione. Il recente rinvenimento, avvenuto a seguito del restauro del settecentesco paliotto d'altare,  di un quarto identico volto di Cristo - posto sotto gli altri tre volti e raffigurato con la corona di spine sul velo della Veronica - ha reso ancor più interessante la riflessione iconografica sul tema trinitario presso il Sacro Monte di Ghiffa.

## Riserva naturale

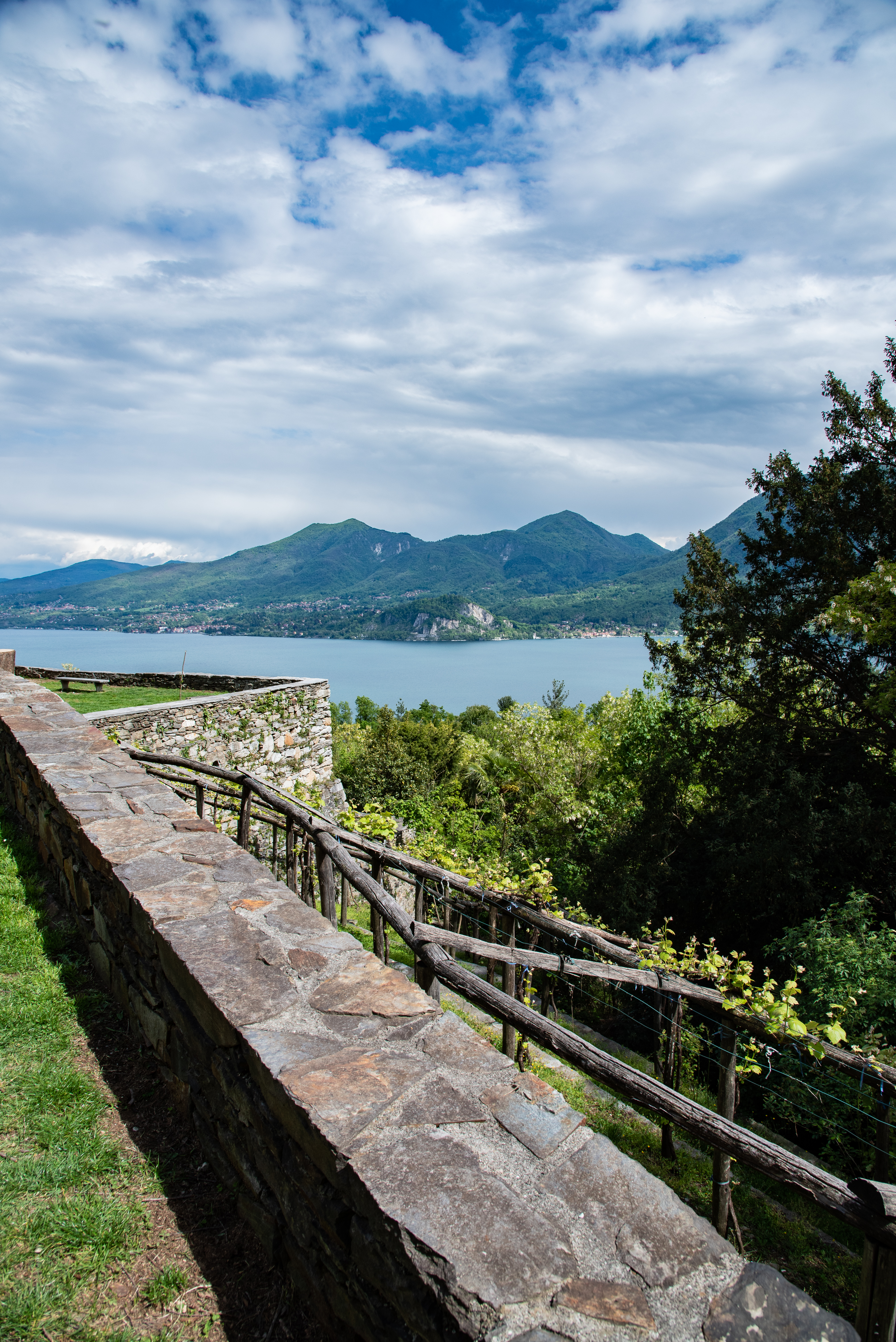
La vista del Lago Maggiore dal [https://www.istantiinviaggio.it/sacro-monte-di-ghiffa-patrimonio-unesco-sul-lago-maggiore/ Sacro Monte di Ghiffa

La Riserva Naturale Speciale del Sacro Monte della Ss. Trinità di Ghiffa gestita dalla Regione Piemonte si estende sulle pendici del Monte Cargiago, dall'abitato di Ronco sino alla cima del monte a 713 metri, ricoprendo una superficie di circa 200 ettari di zona boschiva.
Numerosi sono i sentieri che percorrono la riserva naturale, incontrando anche alcune caratteristiche piccole cappelle votive.
Subito sopra il sacro Monte l'ecosistema boschivo è conteso tra piante di pino silvestre e di pino strobo (frutto di opere di rimboschimento relativamente recenti) ed un habitat semi-naturale, che si estende su tutta la riserva, costituito da alberi di castagno e di farnia. Verso l'alto, in corrispondenza degli affioramenti rocciosi, compaiono altre specie di querce: la roverella e la rovere. Nelle zone vicino agli impluvi ed ai corsi d'acqua prevale l'ontano (nero e bianco)

## Immagini del Sacro Monte

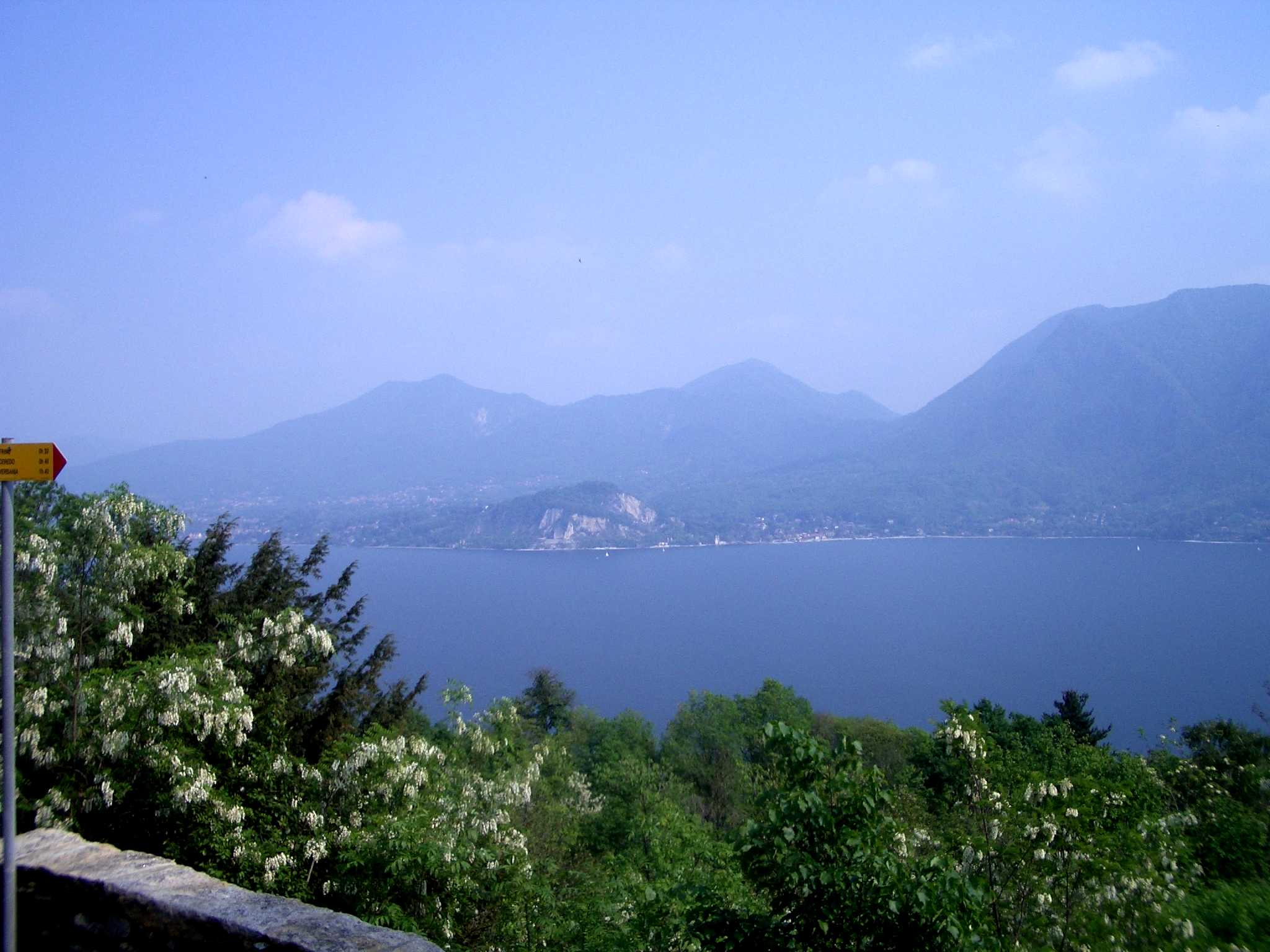
Il Lago Maggiore visto dalla terrazza del Sacro Monte
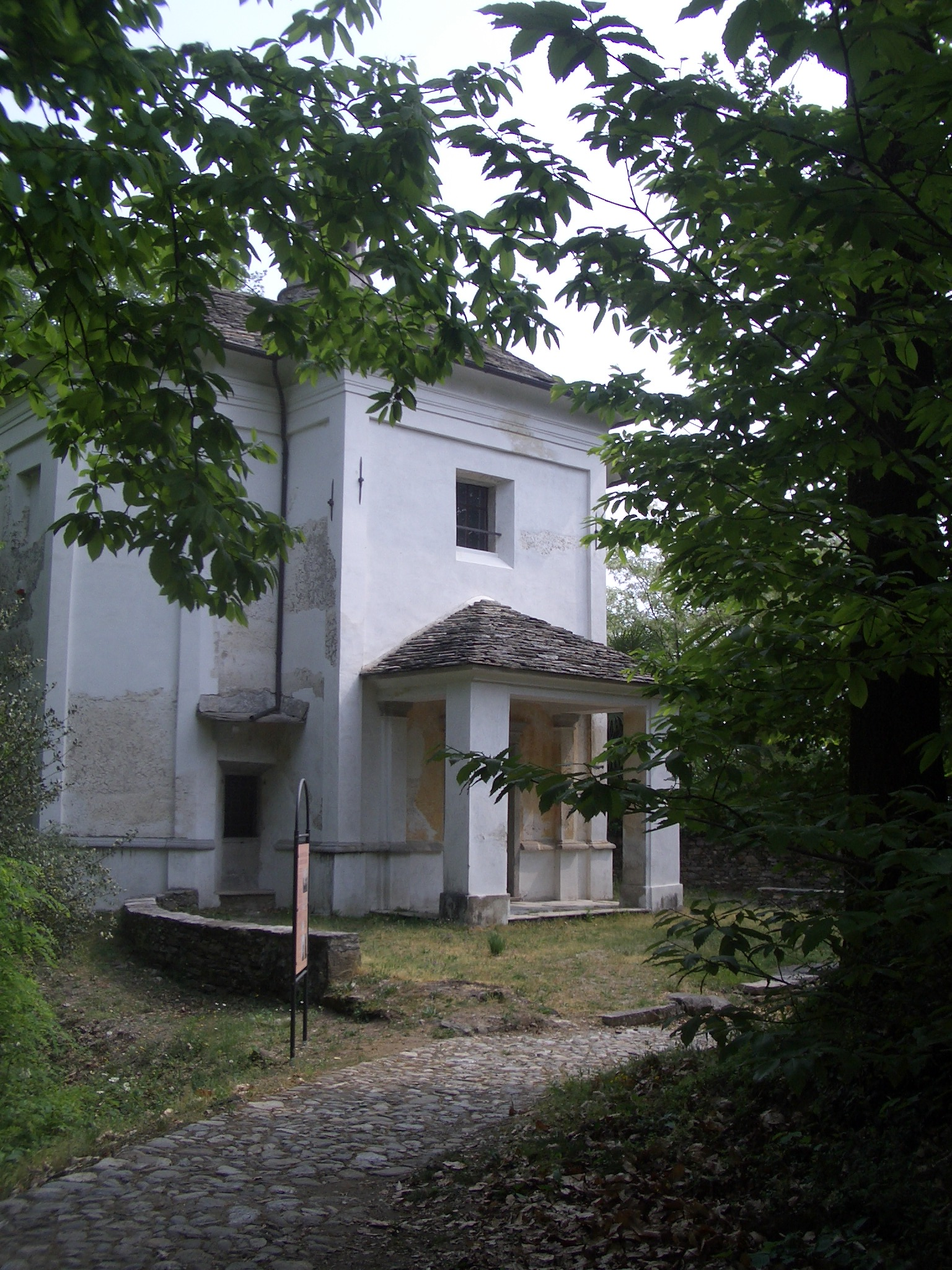
La cappella di Abramo
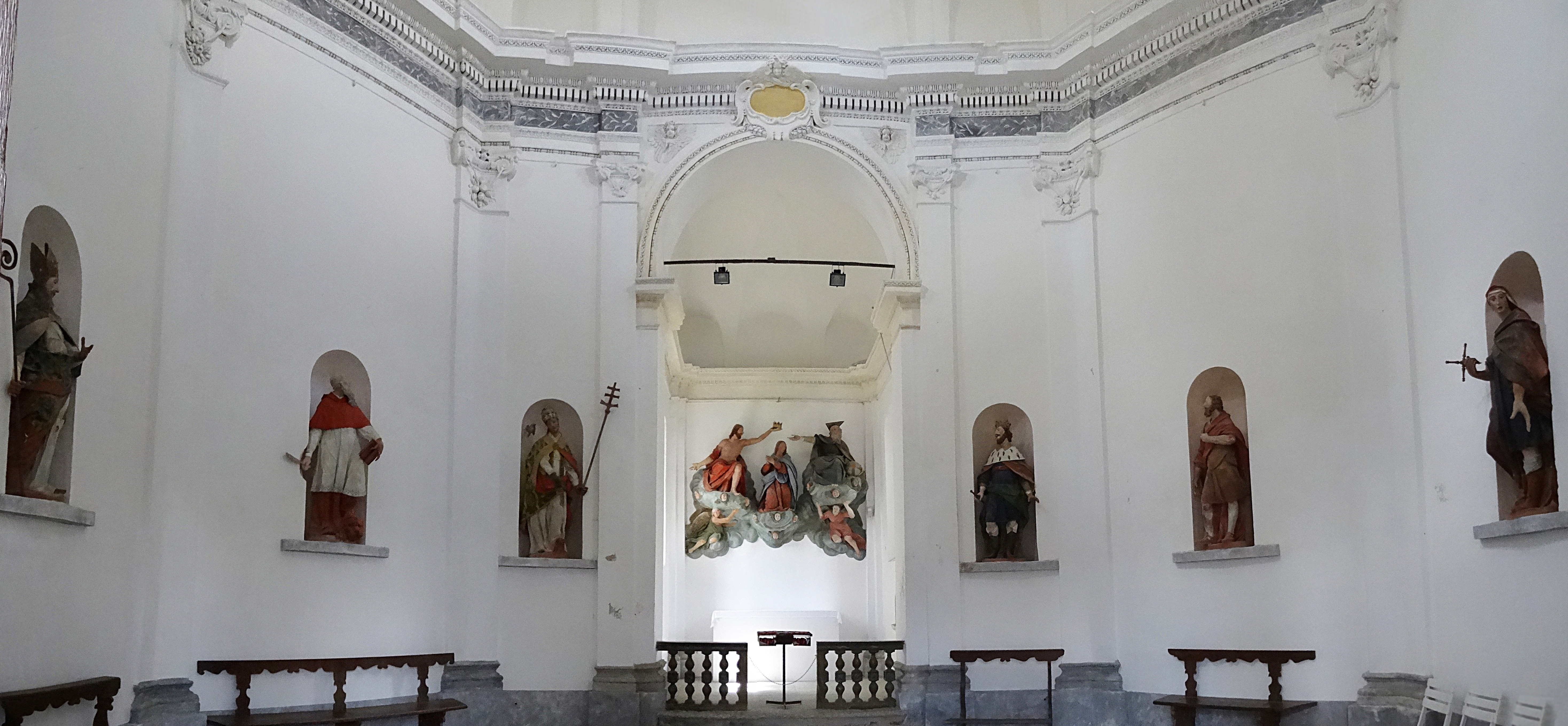
Cappella dell'Incoronazione della Vergine
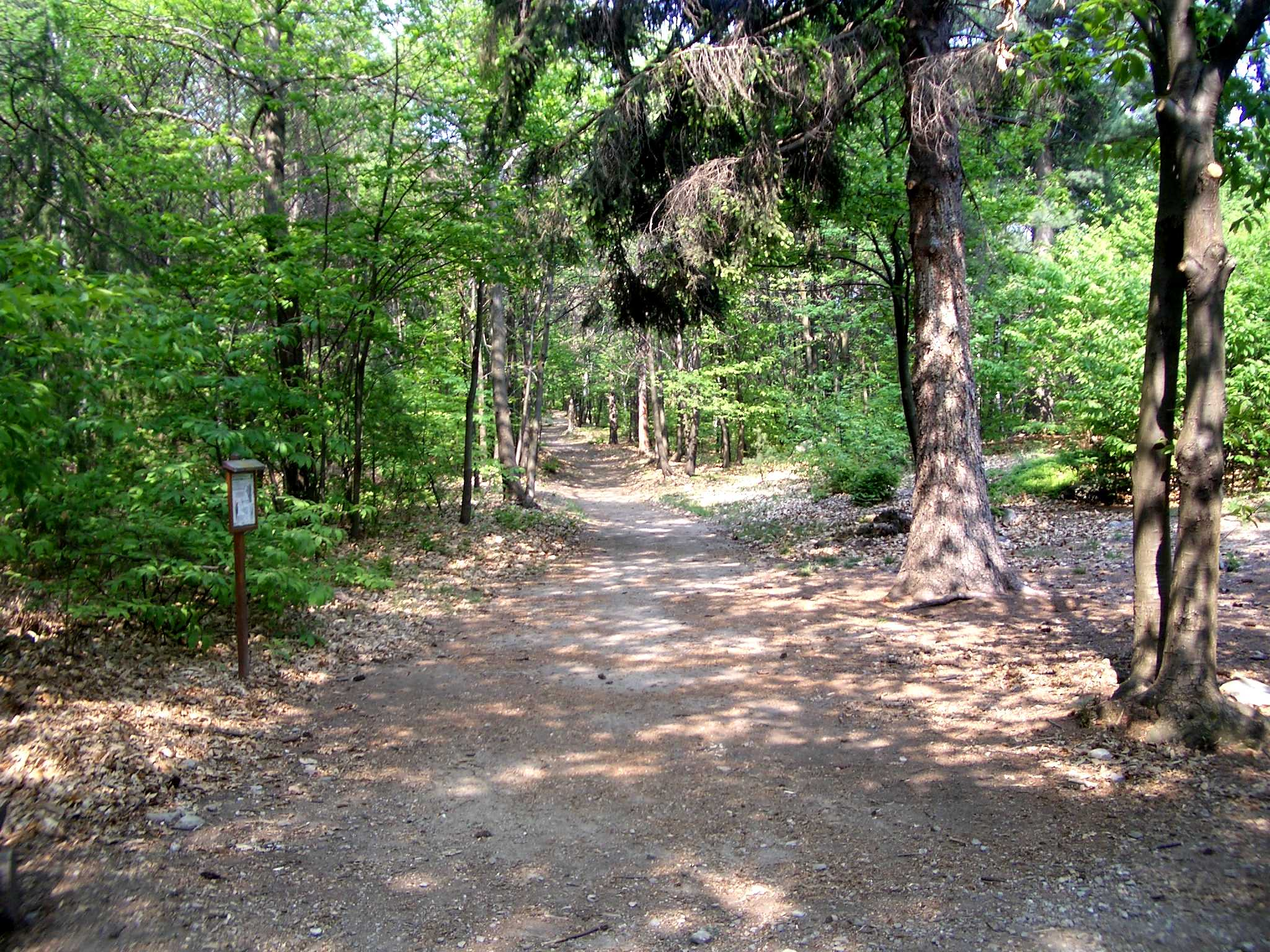
Veduta di un sentiero nella Riserva Naturale
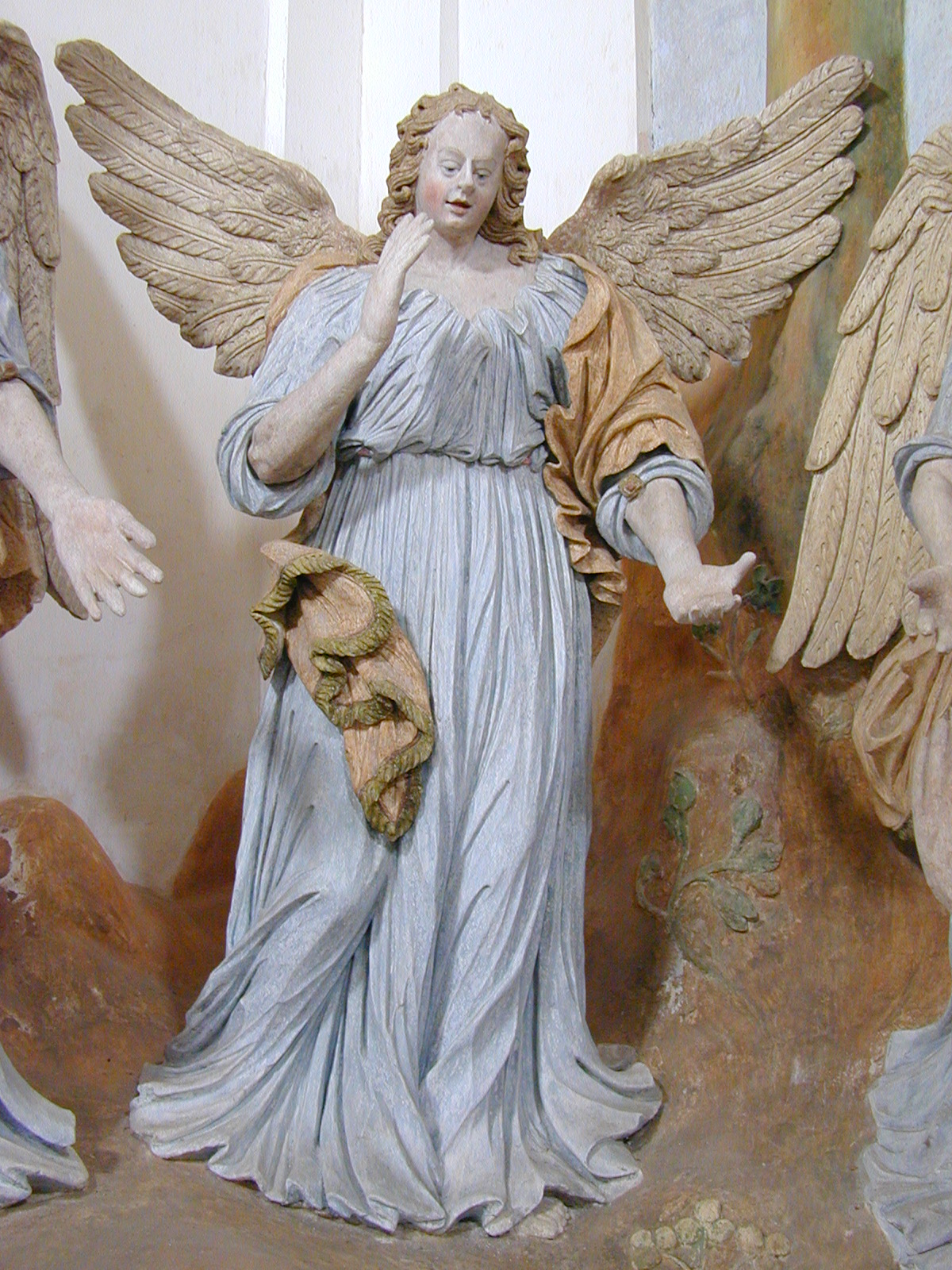
Particolare della Visita di tre angeli ad Abramo
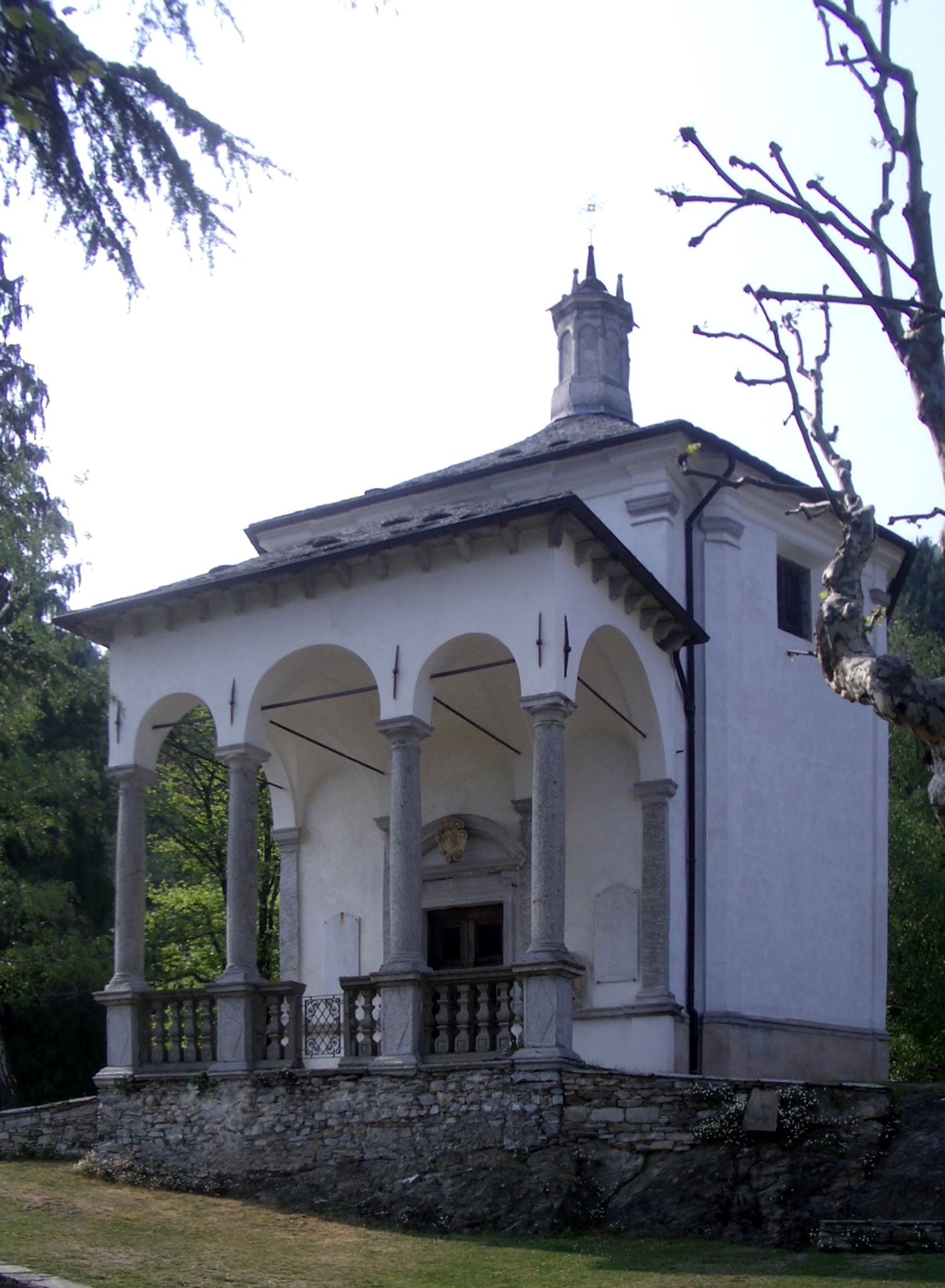
La cappella della Incoronazione della Vergine